# アイナ・クレア
アイナ・クレア（Ina Claire, 1893年10月15日 - 1985年2月21日）は、アメリカ合衆国の女優である。

## 経歴

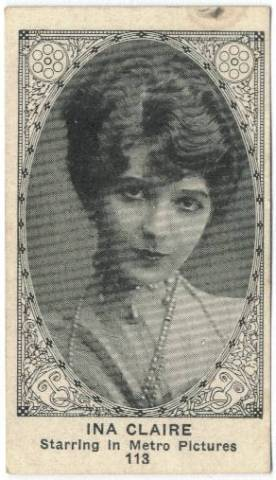
1922年のムービー・カード

1911年、ブロードウェイにてミュージカル『Jumping Jupiter』および『The Quaker Girl』に出演し、1919年、エイヴリー・ホプウッド作『ゴールド・ディガース』ジェリー・ラマー役、1925年、フレデリック・ロンズデール作『チェイニー夫人の最後』チェイニー夫人役、1928年、サマセット・モーム作『 おえら方』レディ・ジョージ・グレイストン役、ジョージ・ケリー作『Fatal Weakness』エニド・フラー役など、1920年代から1940年代にかけてコメディの演劇に主演していた。1929年から1931年、2回目の結婚として映画俳優ジョン・ギルバートと結婚していた。

## 出演作品

### 映画
- 名門芸術
- 仰言ひましたわネ
- ニノチカ（スワナ大公妃）